# Newton Poppleford
Newton Poppleford – wieś w południowo-zachodniej Anglii, w hrabstwie Devon, w dystrykcie East Devon. Leży na zachodnim brzegu rzeki Otter, 18 km na wschód od miasta Exeter i 239 km na zachód od Londynu. W 2001 miejscowość liczyła 1647 mieszkańców.